# Клан Макдауэлл
Макдауэлл (англ. Macdowall, гэльск. Mac Dubhghaill) — один из кланов Шотландии.

## История клана
Семейство происходит из Голлоуэя на юго-западе Шотландии. Лорд Голлоуэй был могущественным правителем своего княжества, основавший много аббатств и монастырей. Фергус Голлоуэй, правивший при Дэвиде I, вероятно, разделил своё княжество между сыновьями. Одного из их потомков звали Доугал.
В 1295 году Джон Боллиоль как лорд Голлоуэй предоставил Доугалу грамоту на владение землями Гартлэнд. В 1296 году Доугал и Фергус Макдоуолы принесли вассальную присягу Эдуарду I Английскому. Внук Доугала, Фергус, 3-й лэрд Гартлэнда, был шерифом Керкубри при Дэвиде II. Его внук, сэр Фергус Макдоуол, 5-й лэрд, попал в плен в сражении при Хомилдоне в 1401 году.
Ухтред, 9-й лэрд Гартлэнда, женился на Изабель Гордон из Лохинвера. Ухтред и его сын были убиты при Флоддене в 1513 году. Джон, 11-й лэрд, был убит в сражении при Пинки в 1547 году. Ухтред, 12-й лэрд Гартлэнд, участвовал в заговоре Гоури, когда граф Гоури во главе группы протестантской знати похитил молодого Джеймса VI и держал его в замке Рутвен. Король сбежал, и хотя неизвестно, какую роль Ухтред играл в заговоре, но этого уже было достаточно, чтобы попасть под подозрение и позже, в 1584 году, просить королевского прощения.